# Clarence H. White
Clarence H. White, nome completo Clarence Hudson White (West Carlisle, 8 aprile 1871 – Città del Messico, 8 luglio 1925), è stato un fotografo e insegnante statunitense.

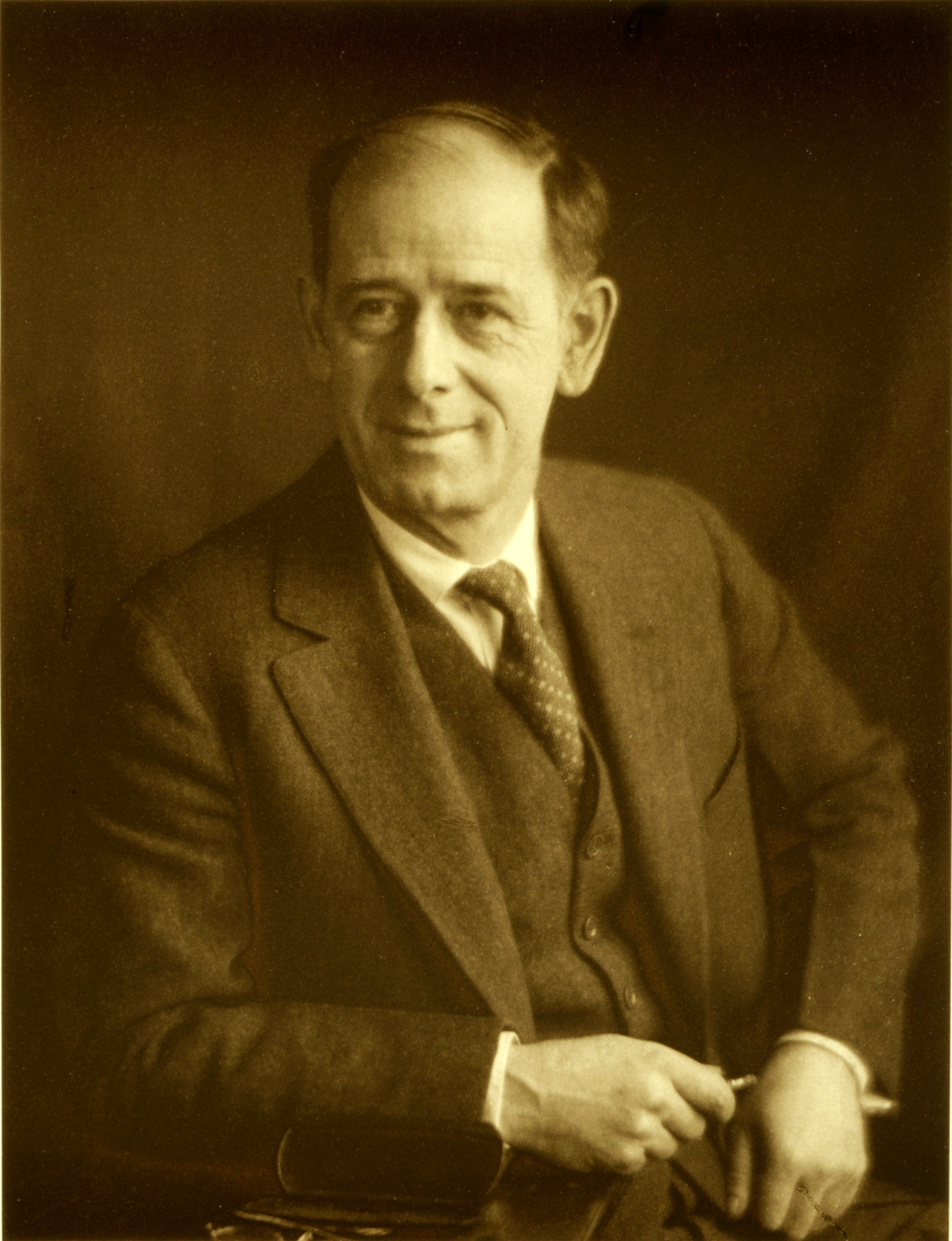
Ritratto di Clarence H. White in una foto di Doris Ulmann nel 1920 circa

Clarence H. White, al pari di Alfred Stieglitz, Gertrude Käsebier e Edward Steichen, rappresenta una figura fondamentale nello sviluppo della fotografia artistica americana negli anni a cavallo tra Otto e il primo ventennio del Novecento ed in generale per quello che viene definito pittorialismo.

## Biografia
Secondo figlio di Lewis Perry e di Phebe Billman è cresciuto col fratello Pressley, più grande di due anni, nella casa costruita dal nonno Augustine nel 1817. Non sembra che né lui né la sua famiglia abbiano avuto particolari problemi nel corso della sua infanzia.
La famiglia si spostò nella cittadina di Newark quando White aveva 16 anni, avendo il padre accettato un nuovo lavoro di venditore ambulante di generi alimentari. Il ragazzo si impegnava a suonare il violino e teneva un diario dove annotava assiduamente ogni avvenimento ed ogni pensiero. Alla fine del liceo s'impiegò nella ditta come contabile, dove lavorava anche il padre, rimanendovi ancora molti anni.
Cominciò in questo periodo a coltivare l'interesse per il disegno e l'acquerello, riempiendo il diario, tanto che il nipote, Maynard Pressley White Jr., suo biografo, notò come ci fossero forti somiglianze tra alcuni disegni ricorrenti con alcune foto successive.
Conobbe sua moglie Jane Felix (1869-1943), nel 1891-92, grazie alla sua passione musicale. Infatti, nei suoi diari registra puntualmente gli appuntamenti ai concerti. Il matrimonio avvenne il 14 giugno 1893 alle 6 del mattino. L'orario insolito fu forse dovuto al fatto che appena un'ora dopo erano sul treno per raggiungere la Fiera Colombiana di Chicago, un evento che richiamò oltre 26 milioni di persone e a cui presero parte 46 nazioni. Fu in quell'occasione che White incontrò la fotografia attraverso esposizioni provenienti da ogni parte del mondo, fabbricanti di macchine fotografiche, prodotti ottici ed ogni genere di attrezzatura per la camera oscura.
Probabilmente fu amore a prima vista ed iniziò subito se è vero che già nel 1893 scattò almeno due fotografie, ma in ogni caso dall'anno seguente la produzione e la sperimentazione da autodidatta fu continua.
La situazione economica di White non era prospera se è vero che continuò a lavorare come contabile ancora per molto tempo, anche dopo che le sue foto cominciarono ad avere successo ed il suo nome conosciuto. Ciò che guadagnava serviva in primo luogo alla famiglia e, come ricorda un suo allievo, Ralph Steiner, riusciva a mettere via due lastre di vetro come negativi a settimana e passava il week-end a pensare a cosa fotografare, mentre nel frattempo continuava a vivere nella casa dei genitori.

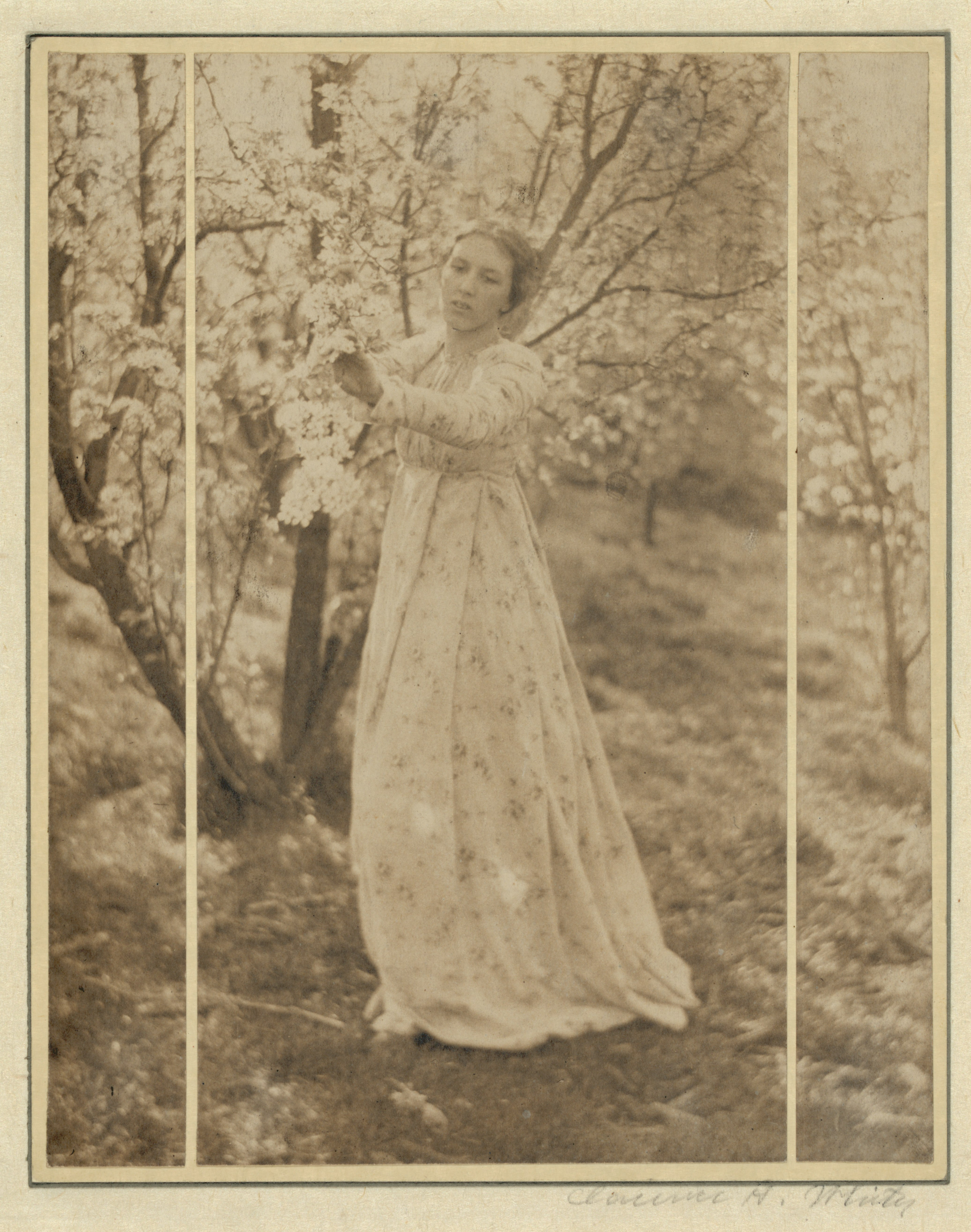
Spring ‒ A Triptych, ottobre 1899

Nel 1895 nacque il loro primo figlio, Lewis Felix White, mentre l'anno dopo nacque il secondo, Maynard Pressley White. Tra il primo figlio e il secondo, finalmente, erano riusciti ad avere una loro abitazione, grazie, è probabile, al padre della sposa, John Felix, che possedeva diverse proprietà a Newark.
Inizia qui la crescita esponenziale di White, sempre con l'aiuto e la collaborazione della moglie. Dalle mostre nell'Ohio nel 1898 la fama crebbe fino a raggiungere pubblicazioni a tiratura nazionale come "The Photographic Times", "Harper's Magazine" e "Brush and Pencil" viaggiando inoltre a Filadelfia per il First Philadelphia Photographic Salon dove si intrattenne con Fred Holland Day, fotografo e colto editore di Boston con cui manterrà un solido rapporto d'amicizia per tutta la vita, e Joseph Keiley e quindi a New York dove incontrò Alfred Stieglitz. Appare perciò ancora più incredibile che tutto ciò sia potuto avvenire in poco tempo, continuando il suo lavoro di contabile, producendo non più di 8 fotografie al mese, spesso convincendo amici e parenti a posare per lui e ad alzarsi molto presto al mattino per poter fotografare prima che lui si recasse al lavoro.

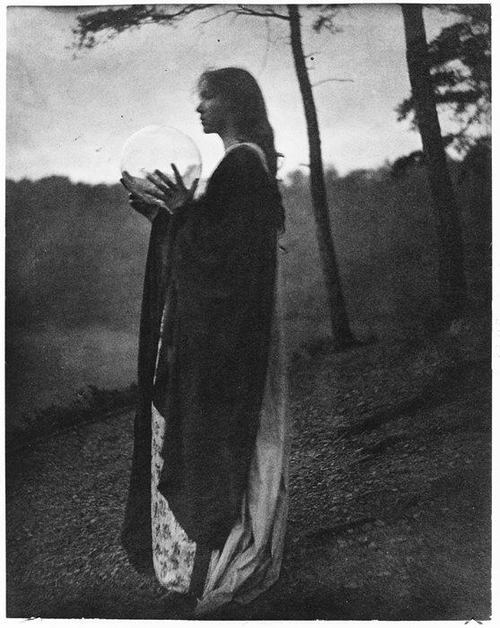
The Bubble, 1898

## La maturità fotografica di White
White si considerava un fotografo dilettante ma voleva incoraggiare la sua piccola cittadina, Newark, a diventare qualcosa di più: riunì attorno a sé una decina di persone e creò il Newark Camera Club con lo scopo di realizzare almeno una mostra all'anno dei soci, ma anche di portare in città fotografi famosi ed importanti in modo da creare un confronto. Utilizzando un grande locale dell'YMCA nel 1899 organizzò una grande mostra cui presero parte anche fotografie di Alfred Stieglitz, Fred Holland Day, Frances Benjamin Johnston, Gertrude Käsebier ed Eva Watson-Schütze, oltre ai soci, mentre nel 1900 furono presenti con le loro foto Robert Demachy, Zaida Ben-Yusuf, Frank Eugene e l'allora sconosciuto Edward Steichen. Nel 1900 la maggior parte dei più importanti fotografi artisti americani si era recato o aveva intenzione andare a trovare White: secondo un critico, egli "ha portato il mondo a Newark".
La fama di White crebbe rapidamente tanto che nel 1900 tenne mostre personali al Camera Club di New York e all'omonimo club di Boston, nonché al prestigioso London Photographic Salon organizzato da Linked Ring. Espose al Cincinnati Art Museum ed un ritratto del figlio Maynard fu riprodotto nella nuova rivista di Stiglietz "Camera Notes".
Ebbe simpatie socialiste ed amicizie con Clarence Darrow, Stephen Marion Reynolds e Horace Traubel ma in particolare ebbe una profonda amicizia con Eugene Victor Debs, simpatie che mantenne per tutta la vita nonostante le opinioni contrarie della famiglia di parte repubblicana.
Nel 1902 fu l'anno in cui Stieglitz, sulla base delle esperienze ormai maturate da un certo numero di fotografi e sul dibattito intorno alla fotografia come mezzo di produzione artistica, anche sulla scorta della londinese Linked Ring, decise di fondare Photo-Secession, il gruppo americano a cui chiamò a farne parte una decina di fotografi, tra cui White ed organizzò una grande mostra per presentarlo al pubblico. Poco dopo Stieglitz diede vita alla rivista che segnerà questo primo decennio del Novecento Camera Work, quale organo ufficiale di Photo-Secession, dove pubblicherà le ricerche più avanzate, i nomi più interessanti sul versante artistico e del pittorialismo. Tra i fotografi coinvolti in questa prima fase, oltre ai citati White, Käsebier, Watson-Schütze, Eugene, Holland Day, Steichen figuravano Mary Morgan Keipp, Ema Spencer, William B. Post, Alice Boughton e molti altri.
Non si usava, in quei primi anni del secolo, illustrare con fotografie i libri letterari: White aprì una nuova epoca illustrando il volume Eben Holden di Irving Bacheller nel 1900-1901 che ebbe un grande successo di vendite. Nel 1904 illustrò il libro di poesie Songs for All di suo zio Ira Billman.
Decise improvvisamente di lasciare il lavoro di contabile da un momento all'altro, anche se probabilmente era da un po' di tempo che ci stava pensando tenuto conto della vita frenetica che stava conducendo. Non sappiamo esattamente quando. C'è una lettera che scrisse all'amico Holland Day che lo informa del fatto ormai avvenuto e di lì a poco, nel 1905, dopo aver vinto un premio al Primo Salone Internazionale della Fotografia d'Arte a L'Aia, si prese una vacanza con la moglie di alcune settimane nella casa dell'amico Holland Day a Little Good Harbor sull'isola di Georgetown, nel Maine. Fu qui che realizzò alcune delle foto più famose nel 1905 e nel 1906.

## White a New York
Nel 1906 White con la moglie decisero di stabilirsi a New York anche perché i rapporti con alcuni dei fotografi photo-secessionisti erano divenuti molto familiari: Eugene, Holland Day, Käsebier, Steichen e lo stesso Stieglitz. Sorse la difficoltà che mentre stavano per partire la signora White si rese conto di attendere il terzo figlio così rimase a Newark mentre White partì con gli altri due figli e la nonna. Lo raggiunse dopo la gravidanza assieme all'ultimo nato.
Arthur Wesley Dow, pittore, fotografo e docente, quando nel 1907 si è trovato a presiedere la Columbus University, chiese a White, che conosceva da cinque anni, di entrare nella scuola come insegnante part-time di fotografia artistica al Teachers College, parte della Columbus. Per White fu un riconoscimento che non si aspettava non avendo alcuno studio oltre il liceo ed avendo appreso la fotografia da autodidatta né tantomeno una formazione artistica. White fu accolto molto bene e fu per lui un'esperienza talmente entusiasmante che nel 1908 fu nominato istruttore, tanto che mantenne questa professione per tredici anni potendo contare su un sicuro stipendio. La scuola nel tempo ha cambiato nome ed è divenuta Brooklyn Museum, mentre White ha continuato ad operare in laboratori indipendenti.
Nel frattempo, Stieglitz, di ritorno dall'Europa, aveva appreso la tecnica dell'Autocromia e con la collaborazione di White creò almeno una stampa che ha poi esposto, mentre stavano facendo prove tecniche su stampe al platino, gelatina d'argento e gomma bicromata, tra cui anche di nudo, firmandole con una sigla comune. Stieglitz, dopo Steichen e Alvin Langdon Coburn, dedicò un intero numero della rivista Camera Work a White, segno della profonda ammirazione.
Nelle abituali visite nel Maine all'amico Holland Day, White acquistò una capanna fatiscente e un pezzo di terra, che il proprietario si disfece per pochi dollari, e che trasformò nella Seguinland School of Photography, cioè nella prima scuola di fotografia indipendente statunitense. Chiese all'amico Max Weber di venire ad insegnare ed anche ai suoi colleghi Holland Day e Käsebier di valutare i lavori degli studenti. I modesti costi di iscrizione e la fama di White fecero accorrere giovani apprendisti da New York, Filadelfia, Baltimora, Chicago, Los Angeles e perfino dall'Ecuador e dall'Egitto. Purtroppo però nel 1915 la scuola fu costretta a chiudere, nonostante tutto, a causa delle difficoltà economiche anche se l'organizzazione di tipo familiare, organizzata dalla signora White, ha cercato di non far pesare il bilancio della scuola.
Ma a partire dal 1910 iniziò la rottura tra White e Stieglitz conclusasi nel 1912, quando White cercò di organizzare una grande mostra dei fotografi photo-secessionisti in una galleria di Buffalo, divenuta in seguito famosa col nome di Albright-Knox Art Gallery. Stieglitz, che era già noto per voler condurre di testa sua il movimento, non accettando che altri si intromettessero al comando, boicottò l'iniziativa e non permise l'adesione ad altri fotografi senza neppure consultarli. Fu l'occasione in cui si ruppero i rapporti tra Stieglitz e Käsebier ed in seguito anche con Steichen.

## L'ultima parte della sua vita

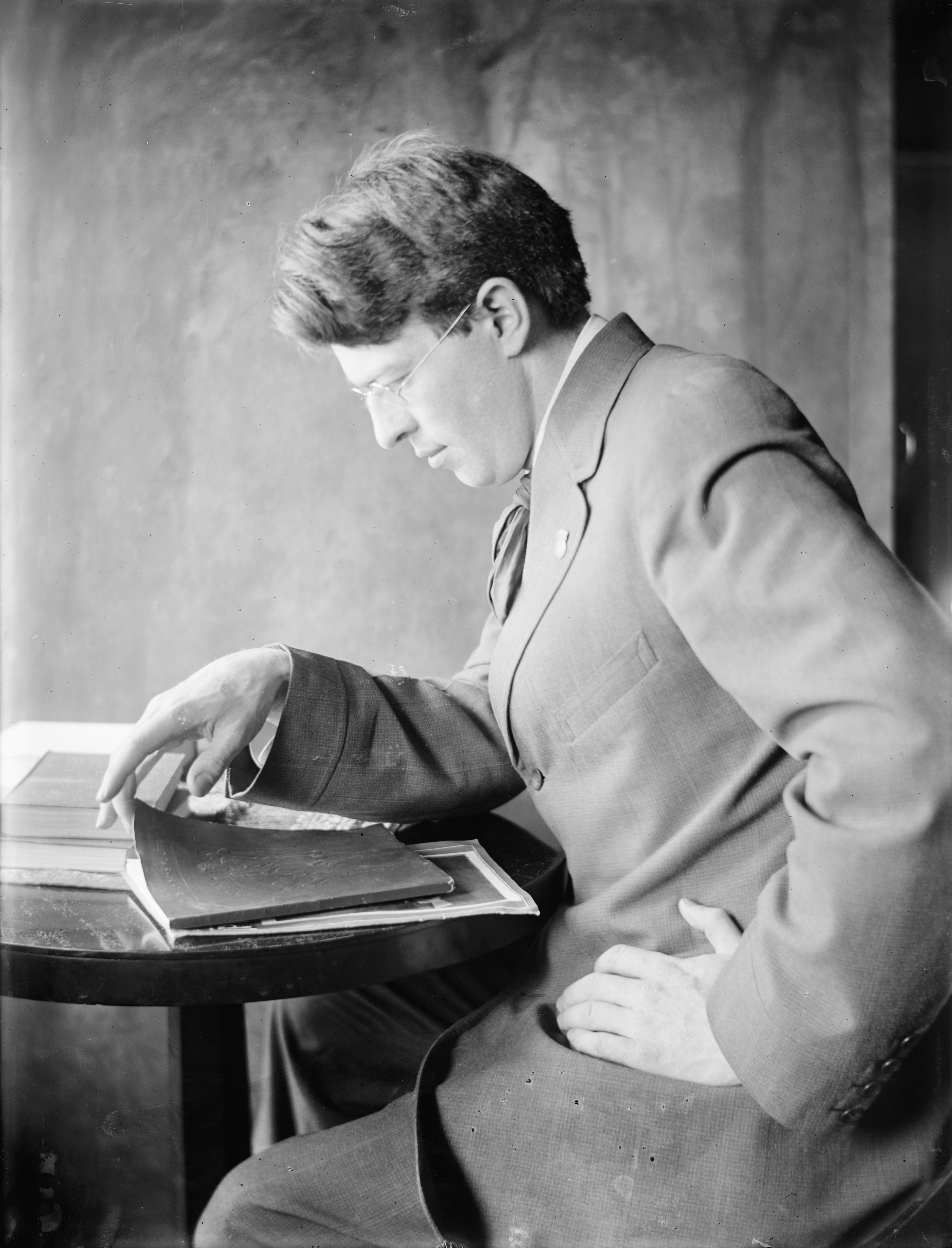
Clarence H. White ritratto da Gertrude Käsebier

Liberatosi dall'ombra, un po' ingombrante, di Stieglitz ed incoraggiato dall'esperimento scolastico della scuola del Maine, White decise di aprire la Clarence H. White School of Photography nel 1914 a New York. La scuola si trovava nella zona del Greenwich Village e condivideva gli spazi con la chiesa settecentesca St. Mark’s Church il cui parroco William Norman Guthrie era molto discusso sia per il suo interesse verso il paganesimo ma anche per lo studio della danza come pratica religiosa. Peraltro, White fotografò i rituali ed intraprese una duratura collaborazione con Bird Larson, una pioniera dell’insegnamento della danza nelle scuole americane, per conoscere gli aspetti spirituali danza.
White chiese a Max Weber di venire ad insegnare disegno, storia dell'arte e composizione; al fotografo e scrittore Paul Lewis Anderson di occuparsi degli aspetti tecnici delle macchine e delle attrezzature mentre la moglie Jane assunse i ruoli di amministratrice e contabile oltre a quella di direttrice. Dalla sua scuola sono usciti fotografi come: Ruth Matilda Anderson, Margaret Bourke-White, Anton Bruehl, Dorothea Lange, Paul Outerbridge, Laura Gilpin, Ralph Steiner, Karl Struss, Margaret Watkins, Doris Ulmann. Il suo tipo di insegnamento è stato anche il suo successo: poneva "problemi" da risolvere, non voleva assolutamente competizioni tra studenti ma solo con sé stessi, ognuno doveva cercare il proprio stile personale creando immagini che evocassero sentimenti o concetti. Nel corso delle molte lezioni teoriche e pratiche di insegnamento il concetto fondamentale da lui più volte espresso era quello che gli aspiranti fotografi dovevano imparare ad avere "la capacità di vedere".
White sapeva benissimo che non tutti coloro che frequentavano la sua scuola sarebbero diventati artisti, ma nella società che stavano vivendo e sempre più nel futuro la fotografia sarebbe diventata una vera e propria professione che saper usare bene era indispensabile per il commercio. Ogni venerdì erano ospiti per conferenze personaggi del livello di Paul Strand o di Francis Bruguière, ma anche i suoi stessi allievi erano protagonisti di vere e proprie conferenze.
White incoraggiò personalmente molte donne verso la fotografia, cosa che fu completamente in contrasto con il "sessismo paternalistico" di Stieglitz.
Nel 1916, assieme a Gertrude Käsebier, Karl Struss e Edward Dickinson, fondò il Pictorial Photographers of America (PPA), una organizzazione nazionale dedicata alla fotografia pittorica e artistica ma a differenza della Photo-Secession, non era esclusiva ma anzi aperta alle novità e nel consiglio direttivo avevano diritto di entrarvi anche le donne che rappresentavano il 45% degli iscritti. Vice Presidente infatti fu Käsebier. Inoltre White nel 1921 decise di dimettersi da Presidente perché riteneva necessario un cambiamento. White era convinto che il futuro era nelle riviste e nei giornali e che sempre più avrebbero richiesto immagini fotografiche.
Gli anni della prima guerra mondiale furono molto difficili per un socialista e pacifista come lui. Il figlio Lewis fu dimesso a causa di un difetto cardiaco ma Maynard fu arruolato per tutta la durata dei combattimenti. L'amico Karl Struss fu mandato in un campo di concentramento per sospetta ereditarietà tedesca. Altri suoi amici cessarono le attività fotografiche. L'unico spiraglio fu un riavvicinamento con Stieglitz.
Per risollevarsi il morale e riprendere l'attività fotografica decise di intraprendere un viaggio in Messico nel 1925. Appena giunto coi suoi studenti ricevette la visita del Presidente messicano Plutarco Elías Calles. Nei giorni seguenti, dopo aver scattato alcune foto, morì in seguito ad un attacco cardiaco. Il figlio Maynard riportò il corpo a Newark per la sepoltura.

## La White School
La White School continuò l'attività fino al 1940 sotto la direzione della moglie Jane, ma l'età ed il numero di studenti le consigliarono di lasciare il compito al figlio Clarence H. White Jr. Il sopraggiungere della guerra, il crollo delle iscrizioni, ne decretarono la chiusura nel 1942. L'Ohio University propose a White Jr. di inserire la Scuola all'interno dell'università.
La collezione di Clarence H. White è conservata presso il Princeton University Art Museum.

## Stile e tecnica
A differenza dei fotografi americani suoi contemporanei, White viene ricordato per i sottili effetti di luce, le inquadrature, l'approccio molto diverso al pittorialismo dominante. Egli controllava ogni dettaglio, si faceva confezionare gli indumenti, sceglieva con cura le pose in un linguaggio moderno, tanto che perfino i ritratti raccontano molto poco dei soggetti raffigurati.
Del resto, occorre considerare che la genialità di White ha dovuto sopperire anche alle difficoltà finanziarie non potendo investire, oltre un limite molto basso, in macchine fotografiche, attrezzature, ottiche e sviluppi per camera oscura inventandosi soluzioni, illuminazioni, inquadrature, soggetti.

## Galleria d'immagini

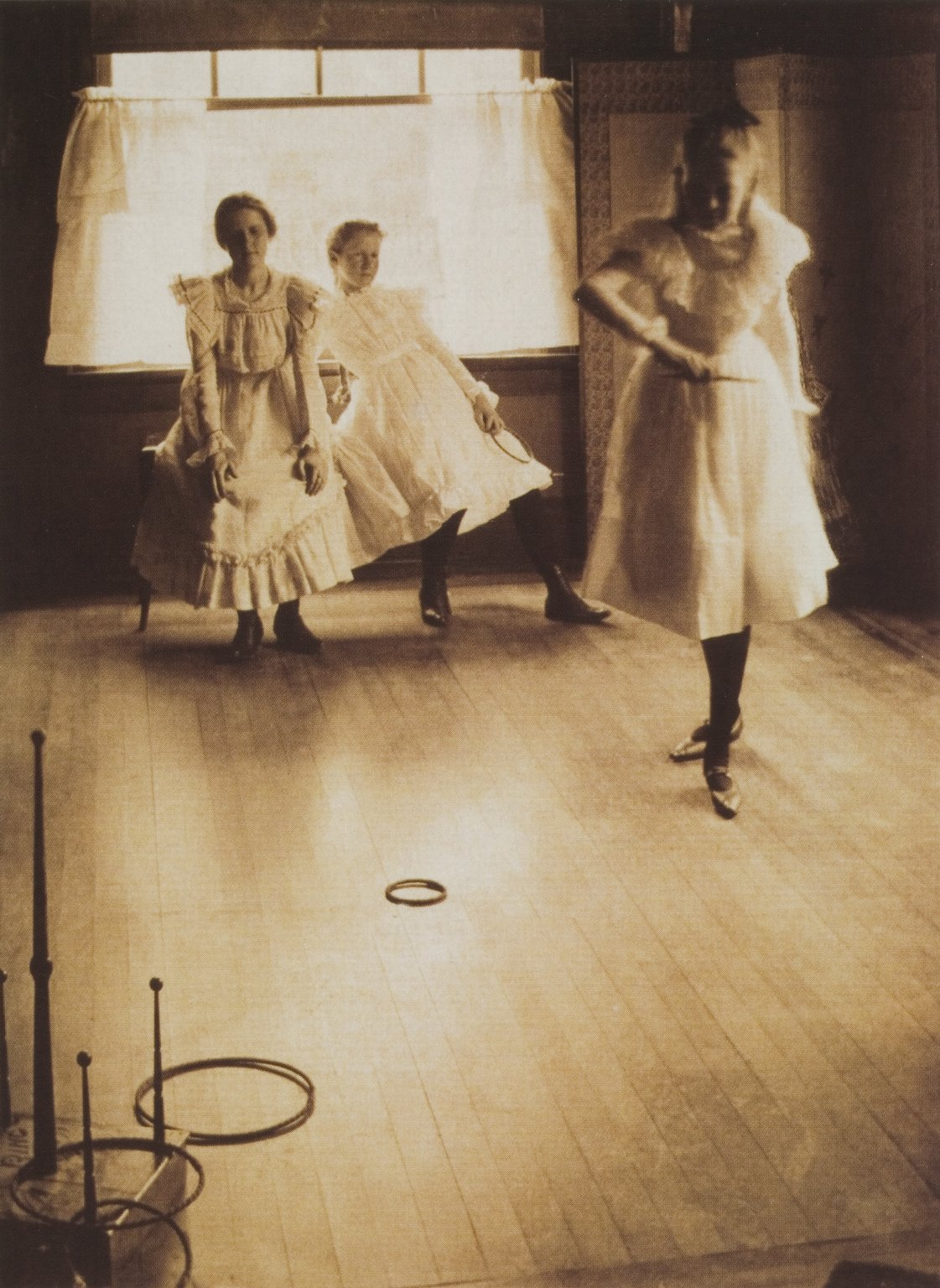
Ring Toss, 1899
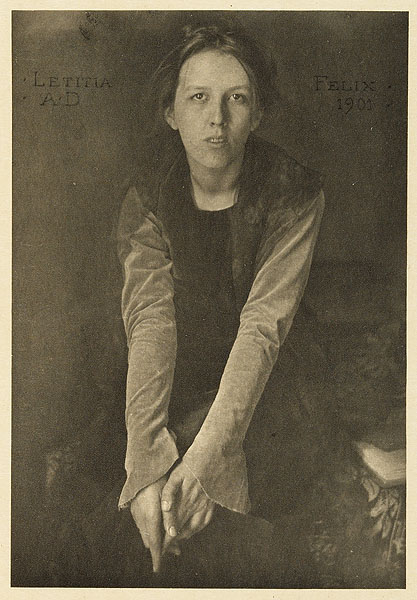
Letitia A. Felix, la sorella più giovane della moglie di White, 1901
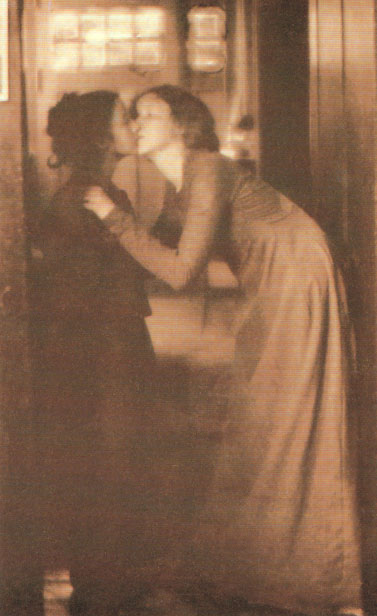
The Kiss, 1905
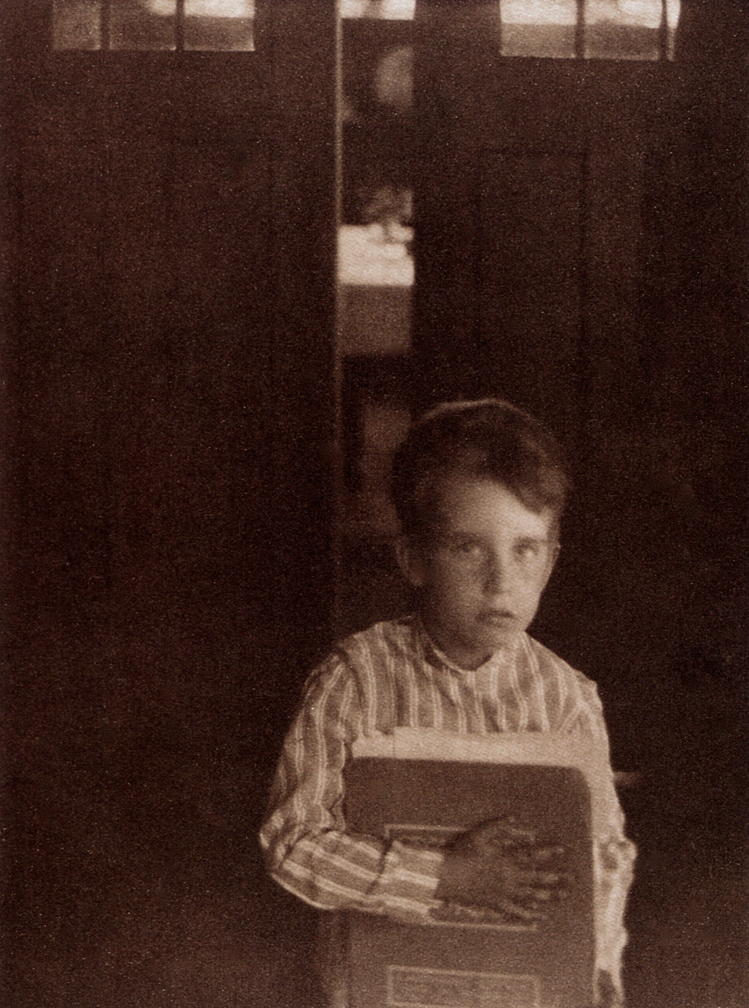
Boy with Camra Work, 1905
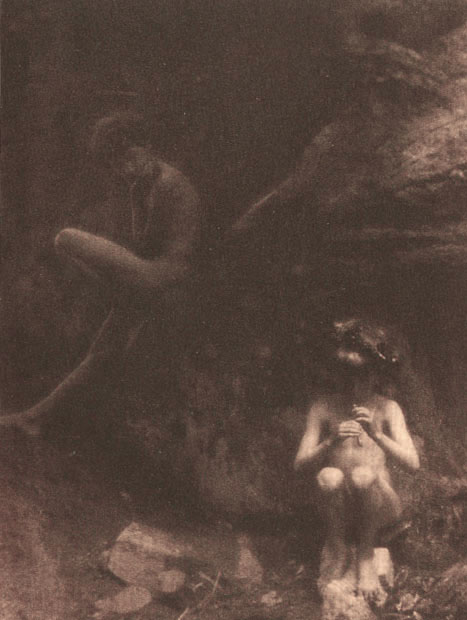
Pipes of Pan, 1905
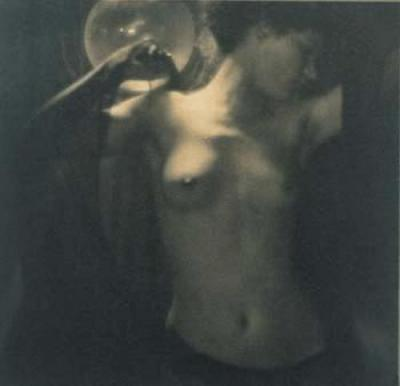
Nude, 1906
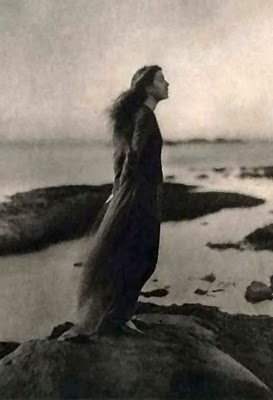
The sea
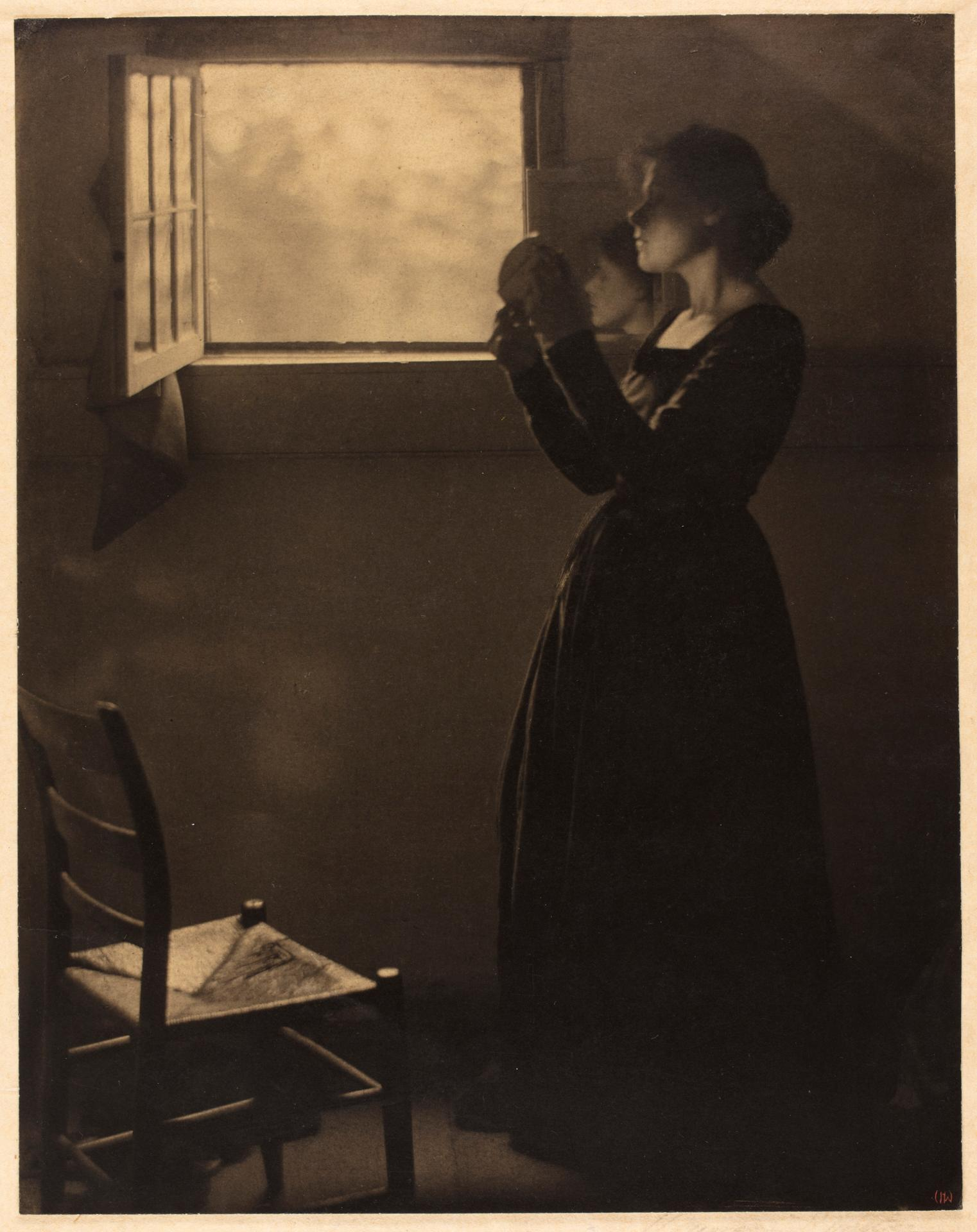
Girl with mirror, 1912